# Studenter-nellike
Studenter-Nellike (Dianthus barbatus) er en art af nellikeslægten, som er hjemmehørende i det sydlige Europa fra Pyrenæerne øst til Karpaterne og Balkan, med en række udspredninger i det nordøstlige Kina, Korea og sydøstlige Rusland.

## Beskrivelse
Studenter-nelliken er, som andre nelliker, en staude og vokser til en højde af 30-75 cm. Blomsterne sidder i en tæt klynge af op til 30 på toppen af stilkene, med grønne til blågrønne tilspidsede blade, som er 4-10 cm lange og 1-2 cm brede. Hver blomst er 2-3 cm i diameter med fem savtakkede kronblade. Vilde studenter-nelliker producerer røde blomster med en hvid midte, men sorter og hybrider i andre farver spænder fra hvid, pink, rød og lilla, til brogede mønstre.
Studenter-nelliker tiltrækker bier, fugle og sommerfugle. De trives i leret, let basisk jord med sol til delvis skygge. Formering er ved frø eller afklippede stiklinger.
Planten blev introduceret til det nordlige Europa i det 16. århundrede, og senere til Nordamerika og andre steder, og er blevet naturaliseret i disse områder.
Der er to varianter:
- Dianthus barbatus var. barbatus. Sydeuropa. Bredere blade, op til 2 cm bred.
- Dianthus barbatus var. asiaticus. Nordøstlige Asien. Tyndere blade, ikke over 1 cm bred.

## Galleri
- Lyserød studenter-nellike
- Forskellige farver
- Studenter-nelliker i fuldt flor
- Rød-skæret sort af studenter-nelliker
- 'Hjertefald' blomsterklynge i nærbillede
- Mørk-lyserød sort af studenter-nelliker
- Lyserøde studenter-nelliker med hvid glorie
- Hvide studenter-nelliker med skær af pink